# 콘스탄티노스 6세
콘스탄티노스 6세(그리스어: Κωνσταντίνος ΣΤ΄, 771년 - 797년 또는 805년)는 780년부터 797년까지 동로마 황제였다. 아버지는 레온 4세이고 어머니는 이리니였다.

## 생애
776년 아버지에 의해 공동황제로 임명되었고 10살 때인 780년 아버지가 죽자 어머니 이리니의 섭정 아래 어머니와 공동황제가 되었다. 782년 그는 프랑크 왕국의 왕 카롤루스 대제의 딸과 약혼했으나 6년 후 어머니가 파혼했다. 그는 줄곧 섭정인 어머니의 영향 아래에 있었고 실질적으로 이리니는 국정을 장악하고 전권을 행사했다. 그는 787년 제2차 니케아 공의회를 열어 그 결과에 서명했는데 이것도 어머니 이리니의 영향 아래 벌어진 일이다.
790년 콘스탄티노스가 성년이 되었음에도 어머니 이리니는 권력을 놓지 않았고 아들과 마찰을 벌여 급기야 아들을 투옥했다. 성상옹호론자였던 이리니에 반대하는 성상파괴론자들은 콘스탄티노스를 중심으로 뭉쳐서 그를 다시 단독황제로 추대하고 이리니를 황궁에 감금했다. 단독황제가 된 이후에도 힘없고 유약했던 콘스탄티노스는 연이은 이슬람의 침공과 불가르족의 침입에 무력한 모습을 보였고 이로 인해 불만이 고조되어 레온 4세의 형제들, 즉 콘스탄티노스의 삼촌들을 중심으로 반란이 일어났을 때는 이를 잔혹하게 진압하여 백성들의 신망을 잃었다. 그는 792년 이레네를 복귀시켰다.
795년 황제는 아내와 이혼하고 궁녀였던 애인 테오도테를 새 황후로 삼았는데 이것이 콘스탄티노폴리스의 신앙심 깊은 사람들의 반감을 샀다. 이 문제는 이른바 ‘간통 논쟁(Moechian controversy)’을 낳았고 향후 동로마 제국의 종교 분쟁을 야기하게 된다. 또한 그는 점점 더 성상파괴를 지지하는 쪽으로 돌아섰고 그에 대한 반대의 물결이 거세졌다.
797년 6월 어머니 이리니는 아들에게 반란을 일으켜 내쫓는 데 성공한다. 콘스탄티누스는 보스포루스 해협을 건너 도망쳤으나 결국 붙잡혔다. 8월 15일 이리니는 아들의 눈알을 뽑아버렸다. 그가 언제 죽었는지는 확실하지 않지만 아마도 눈알을 뽑힌 지 얼마 안 가 곧 죽은 것으로 보인다. 황제인 아들의 눈을 뽑고 폐위시킨 비정한 어머니 이레네는 단독으로 제위 계승자가 되었다.
| 전임 레온 4세 (743 - 775) | 동로마 제국의 황제 780년 - 797년 | 후임 이리니 (780 - 797) |